# Déjà vu (film, 1990)
Pour les articles homonymes, voir Déjà vu (homonymie).
Pour plus de détails, voir Fiche technique et Distribution.
Déjà vu est un film polonais réalisé par Juliusz Machulski, sorti en 1990.

## Synopsis
L'histoire commence au printemps 1925. Johnny Pollack aussi appelé Le Professeur est un tueur à gages envoyé à Odessa par la famille de Chicago afin de liquider Mick Nich, un indicateur qui a déserté les Etats-Unis et continue son activité de bootlegger en URSS. À la recherche de sa victime, Pollack se retrouve dans les situations les plus incroyables liées aux spécificités de la vie à Odessa soviétique à l'époque du début de la construction du socialisme et de la nouvelle politique économique.

## Fiche technique
- Titre : Déjà vu
- Titre original : Deja vu ou Wiza na 48 godzin
- Réalisation : Juliusz Machulski
- Scénario : Juliusz Machulski, Aleksander Borodianski
- Photographie : Janusz Gauer
- Musique : Krzesimir Dębski
- Textes de chansons : Jacek Bromski
- Interprétation de chansons : Majka Jeżowska
- Montage : Halina Nawrocka
- Costumes : Tatiana Kropiwnaja, Barbara Bulkiewicz
- Société de production : Studio Filmowe Zebra, Studio d'Odessa
- Pays d'origine :  Pologne,  Union soviétique
- Format :
- Genre : comédie
- Durée : 103 minutes (1 h 43)
- Dates de sortie :
  - Pologne : 18 avril 1990
  - URSS : 1er juillet 1990
  - République tchèque : 24 janvier 2004

## Distribution
- Jerzy Stuhr – Johnny Pollack
- Ryszarda Hanin - Wanda Pollack, mère de Johnny
- Vladimir Golovine (ru) – Mikita Niczyporuk (Mick Nich)
- Wojciech Wysocki – Franco De Niro
- Galina Petrova – Agłaja Głuszko, guide
- Nikolai Karachentsov – Mick le Japonais
- Liza Machulska – Ditta, agent de milice d'Odessa
- Oleg Chklovski (ru) – Georges Perepletchikov, lieutenant de milice d'Odessa
- Vassili Michtchenko (ru) – Kostia, employé d'hôtel
- Viktor Stepanov (ru) - Petro Krivonochtchenko, chef de la criminelle d'Odessa
- Vsevolod Safonov - professeur Babotchkine, malheureuse victime de Mick Nich
- Anatoli Koteniov (ru) - Vladimir Maïakovski
- Vitali Chapovalov (ru) - portier d'hôtel
- Viktor Pavlovski (ru) - Vassine, sergent de milice d'Odessa
- Murad Janibekyan (hy) - Aram Polakyan[2]
- Jan Machulski - Big Jim
- Ernest Steinberg (ru) - médecin
- Semion Kroypnik (ru) - psychiatre
- Grzegorz Heromiński - entraineur allemand
- Cezary Pazura – coureur cycliste allemand
- Wojciech Malajkat – coureur cycliste allemand
- Stanisław Sparażyński – Stallone, le gangster de Chicago
- Ryszard Kotys - Coppola, le gangster de Chicago
- Armen Khostikyan (ru) - Ashot
- Lioudmila Porguina (ru) - employée d'hôtel
- Valentin Kozatchkov (ru) - Abram Shlem
- Guennadi Venguerov - Petrovith, brancardier
- Nikita Vysotski (ru) - jazzmen